# Ligne de tramway 322
La ligne 322 est une ancienne ligne du tramway de Louvain de la Société nationale des chemins de fer vicinaux (SNCV) qui reliait Louvain à Diest.

## Histoire
1893 : mise en service entre Louvain et Tielt ; traction vapeur ; exploitation par la Société anonyme pour l'Exploitation des Chemins de Fer Vicinaux (CFV) ; capital 58.
3 janvier 1894 : prolongement de Tielt à Diest Porte de Louvain.
11 novembre 1912 : prolongement de Diest Porte de Louvain à Diest Gare.
1920 : reprise de l'exploitation par la SNCV.

## Exploitation

### Horaires
Tableaux : 322 (1931).